# Universitatea de Stat din Ural
Universitatea de Stat din Ural (rusă Урáльский госудáрственный университéт и́мени А.М. Гóрького, Urál'skiy gosudárstvennyy universitét ímeni A. M. Gór'kogo, prescurtat USU, УрГУ) este situată în orașul Ekaterinburg, regiunea Sverdlovsk, Federația Rusă. Fondată în 1920, a fost o instituție educațională formată din mai multe institute (divizii educaționale și științifice) care au devenit ulterior universități și școli independente.
Înființată în 1936, Universitatea a fost numită după unul dintre fondatorii săi, autorul rus Maxim Gorki. Este a doua cea mai veche universitate din Ural (cea mai veche fiind Universitatea de Stat de Minerit din Ural) și una dintre cele mai prestigioase universități din Rusia. Oferă educație în zeci de domenii științifice și educaționale, inclusiv 53 de programe postuniversitare. În 2007, Dmitrii Bugrov a fost ales rector, în timp ce actualul director Vladimir Tretiakov a preluat funcția de președinte, reprezentând Universitatea în afaceri internaționale.
Universitatea de Stat din Ural este organizată în 95 de catedre și 14 departamente. Acestea sunt Biologie, Jurnalism, Cultură și Arte, Istorie, Matematică și Mecanică, Politologie și Sociologie, Psihologie, Fizică, Filologie, Filozofie, Relații publice, Chimie, Afaceri externe și Economie. Printre absolvenții Universității se numără 18 membri ai Academiei de Științe din Rusia.

## Istoric
În 1970, universității i s-a acordat Ordinul Drapelul Roșu al Muncii.
La 26 ianuarie 2007, fostul rector Vladimir Tretiakov a fost ales președinte. La 26 aprilie în același an, D.V.Bugrov, decanul Facultății de Istorie, a fost ales ca rector.
Începând din 2009, USU era una dintre cele 8 universități rusești incluse pe lista celor mai bune 600 de universități din lume.
Peste 15 mii de studenți au studiat la Universitatea de Stat din Ural în 2010, inclusiv peste 8 mii de studenți cu frecvența la zi.
La sfârșitul anului 2009, președintele rus Dmitri Medvedev a semnat un decret privind crearea Universității Federale Ural pe baza USTU-UPI, la care Universitatea de Stat din Ural putea adera. La 9 aprilie 2010, un absolvent și fost profesor al Universității de Stat din Ural, membru al Consiliului de administrație al USU, Viktor Anatolievici Kokșarov, a fost numit rector al universității.
La 2 februarie 2011, ministrul educației și științei din Federația Rusă A. A. Fursenko a semnat ordinul nr. 155 privind aderarea Universitatea de Stat din Ural la UrFU (punctul 1) în termen de trei luni (punctele 5.1 și 5.4).

## Școli științifice
Cele mai proeminente școli științifice create în Universitatea de Stat din Ural sunt:
- Școala științifică de electrochimie, fondată de profesorul S. V. Karpaciov
- Școala științifică de feromagnetism, fondată de academicianul Serghei Vonsovski
- Școala științifică de ecologie a populației, fondată de academicianul Stanislav Șvarț
- Școala științifică de sociologie, fondată de profesorul L. N. Kogan
- Școala științifică de studii bizantine, fondată de profesorul M. Siuziumov
- Școala științifică de algebră, fondată de profesorul P. G. Kontorovici
- Școala științifică de teorie a funcțiilor generalizate și a problemelor prost formulate, fondată de profesorul V. K. Ivanov
- Școala științifică de teorie a matematicii controlului și a jocurilor diferențiale, fondată de academicianul Nikolai Nikolaevici Krasovski, câștigător al Medalii de aur Lomonosov a Academiei Ruse de Științe
- Școala științifică de toponimie, fondată de profesorul Aleksandr Matveev
- Școala științifică de fotosinteză, fondată de academicianul A. T. Mokronosov

## Clasamente
Universitatea de Stat din Ural a fost clasată pe locul 25 în clasamentul universităților al Ministerului Educației din Rusia în 2004. Potrivit clasamentului Webometrics, care se bazează pe volumul prezenței pe web și pe cantitatea de publicații web, Universitatea de Stat din Ural este pe locul 7 în Rusia.